# Lamborghini Silhouette
Lamborghini Silhouette — спортивный автомобиль, выпущенный компанией Lamborghini в 1976—1979 годах.
Дизайн автомобиля был разработан компанией Bertone. Фактически, он был подобен модели Lamborghini Urraco, но отличался некоторой угловатостью. Это первый автомобиль Ламборгини со съёмной крышей (тарга).
Всего было выпущено 52 автомобиля этой модели.

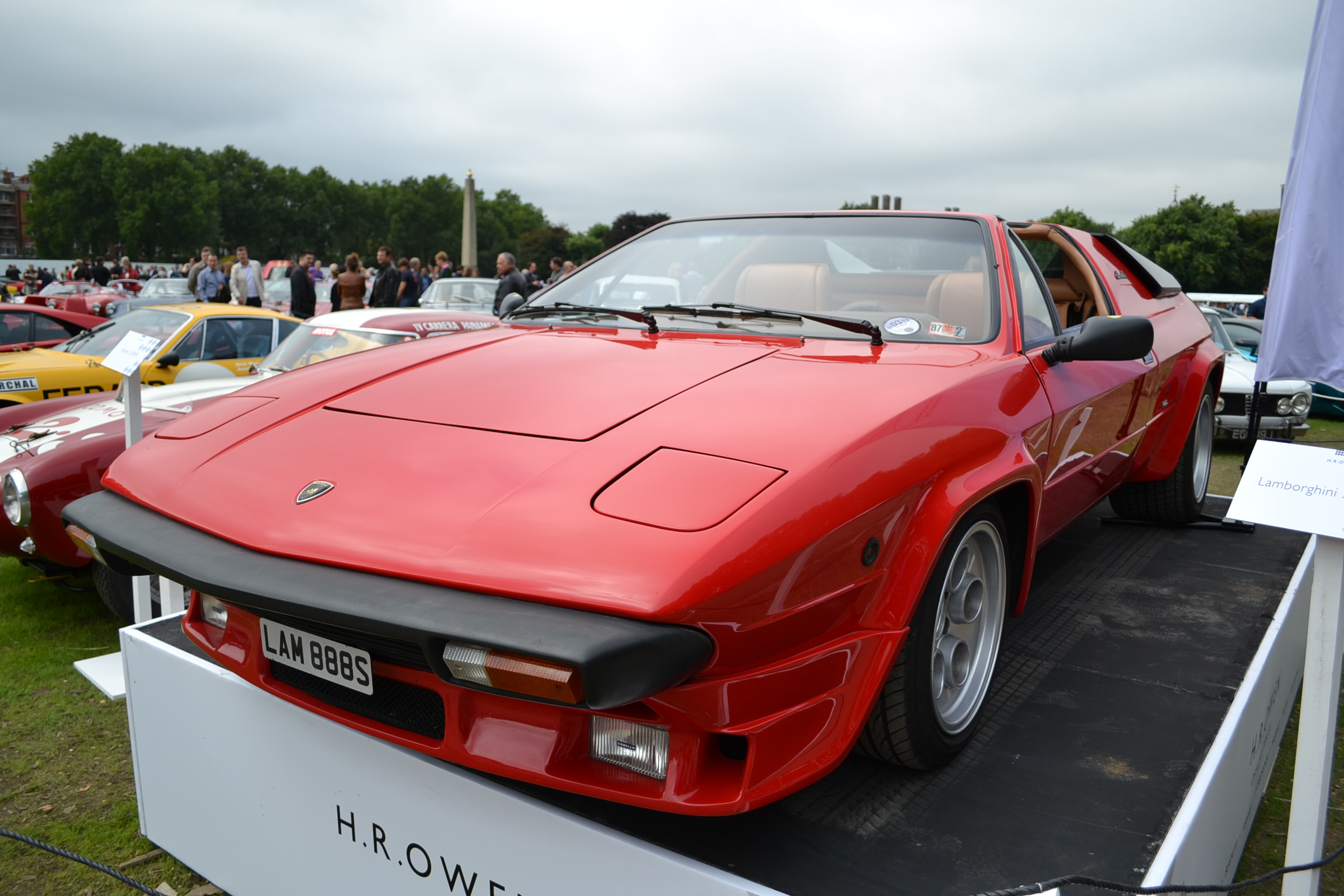
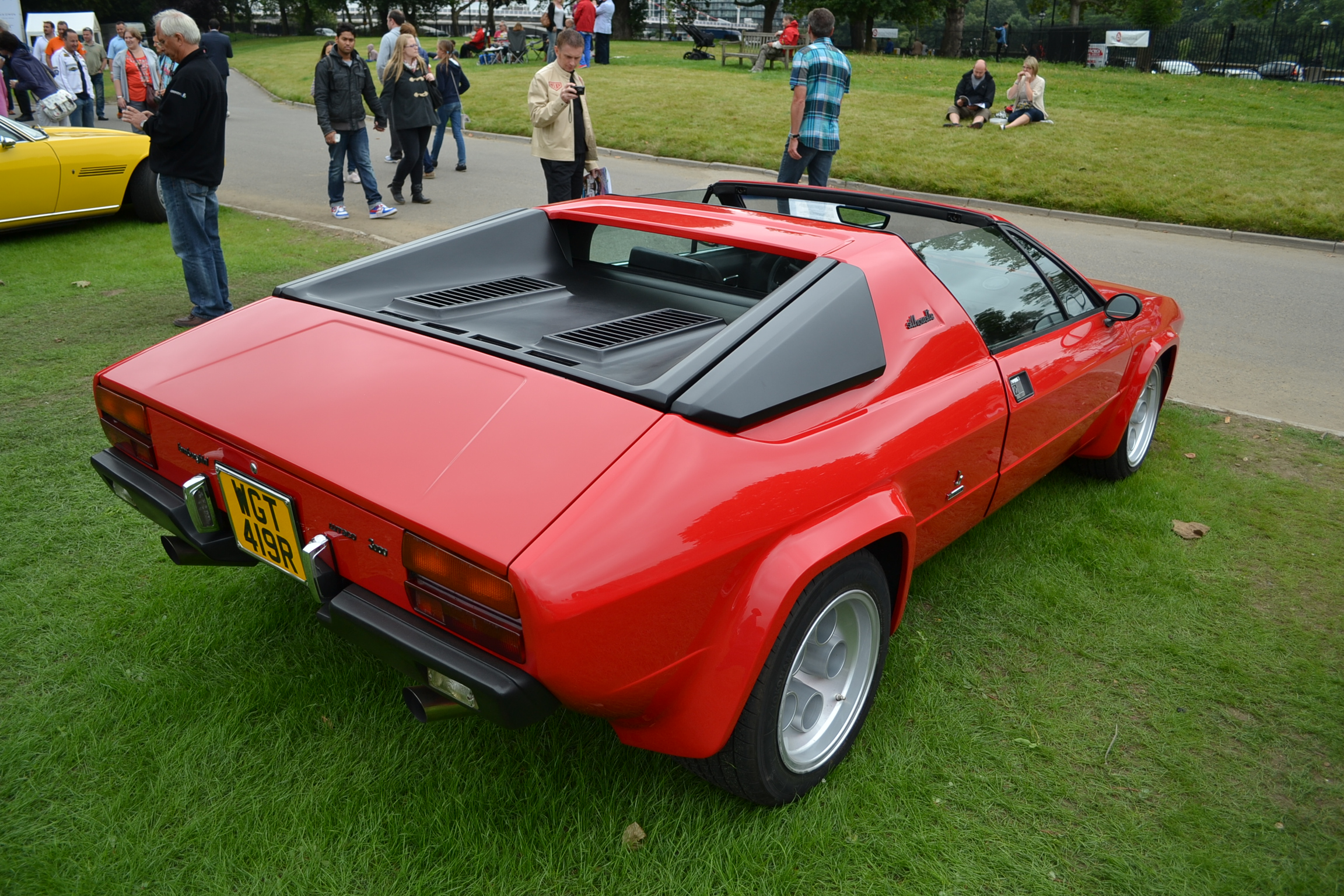